# Taligent
Taligent war eine von Apple und IBM im Jahr 1992 gemeinsam gegründete Firma, die die Aufgabe hatte, ein vollständig objektorientiertes und plattformunabhängiges Betriebssystem zu entwickeln. Durch diese Kooperation entstand auch die später von Apple genutzte PowerPC-Plattform.
Gemeinsam entwickelten Apple, IBM und HP die später als CommonPoint bekannte Laufzeitumgebung für unterschiedliche Betriebssysteme. Begonnen hatte die Entwicklung bei Apple bereits 1988 als Betriebssystemprojekt „Pink“, das später gemeinsam mit IBM als TalOS weiterentwickelt, aber schließlich eingestellt wurde. Nach dem Ausstieg von Apple wurde das Projekt als Laufzeitumgebung zuerst in TalAE, später in CommonPoint umbenannt und zwischenzeitlich gemeinsam mit HP weiterentwickelt.
Die Entwicklung von CommonPoint wurde 1998 eingestellt.

## Geschichte
Das seit 1984 weiter entwickelte Betriebssystem Macintosh System Software wies einige konzeptionelle Mängel auf, die man nur durch eine Neuentwicklung beheben konnte. Das System unterstützte weder präemptives Multitasking, Mehrbenutzerbetrieb, Speicherschutz noch dynamische Speicherverwaltung, weshalb es sehr anfällig für Instabilitäten war. Deshalb entschloss sich Apple, ein neues Betriebssystem von Grund auf zu entwickeln:

### Projekt Pink
1988 wurden während der Planung des Nachfolgers von System 6 alle Ideen auf rosa (englisch pink) Karteikarten festgehalten, die sich in einem von Grund auf neu entwickelten System verwirklichen ließen. Alle Ideen, die in einer neuen Version des bestehenden System 6 umsetzbar erschienen, wurden auf blaue (englisch blue) Karteikarten geschrieben. Aus den blauen Karten wurde 1991 System 7. (Das Entwicklerteam erhielt passend dazu den Namen „Blue Meanies“ – eine Anspielung auf Figuren aus dem Film Yellow Submarine von den Beatles.)
1988 wurde das Projekt „Pink“ in Angriff genommen. „Pink“ hatte ein vollständig objektorientiertes Betriebssystem zum Ziel, das sich für den Benutzer wie System 6 anfühlen sollte. Es wurde in C++ geschrieben und sollte bereits bestehende Anwendungen ausführen können. „Pink“ ermöglichte es, Dokumente sehr einfach zwischen Computern und Benutzern auszutauschen und gemeinsam daran zu arbeiten. Es führte ein komponentenbasiertes Dokument-Modell ein, das es sehr einfach machte, Inhalte von beliebigen Programmen in ein beliebiges Dokument einzufügen. Später entstand aus dieser Entwicklung OpenDoc.
Bald kam es innerhalb von Apple zu Rivalitäten zwischen dem „Blue“- und dem „Pink“-Team, die damit endeten, dass alle Mitarbeiter zu einem einzigen Team zusammengefasst wurden.

### TalOS und TalAE
Mitte 1991 gelang es Apple, die Firma IBM von seiner damaligen Entwicklung zu überzeugen, weshalb die gemeinsame Tochterfirma Taligent gegründet wurde, um „Pink“ unter dem neuen Namen TalOS gemeinsam zu vollenden. Bald merkte man aber, dass der Markt abseits von Apple kein neues Betriebssystem brauchte, weshalb das Projekt als Laufzeitumgebung (englisch Application Environment) TalAE, für englisch Taligent Application Environment, weiterentwickelt wurde.
Als Apple nach 1995 keinen Bedarf für TalAE sah, stieg es aus der Entwicklung aus und überließ IBM die alleinige Weiterentwicklung der Laufzeitumgebung. IBM nannte TalAE in CommonPoint um und integrierte es in die eigenen Produkte.
Für Apple aber blieb damit das Problem des veralteten klassischen Mac OS weiterhin bestehen.

### CommonPoint
Aus TalAE wurde unter dem Namen CommonPoint eine Laufzeitumgebung, die auf AIX, HP-UX, OS/2, Windows NT und dem bei Apple in Copland entstehenden Betriebssystem lauffähig war. Ab Ende 1994 beteiligte sich auch die Firma Hewlett-Packard an der Entwicklung von CommonPoint. Ein Misserfolg war die kommerzielle Veröffentlichung von CommonPoint für AIX und OS/2 im Jahr 1995. Als im gleichen Jahr auch der CEO von Taligent, Dick Guarino, unerwartet verstarb und Apple das Projekt Copland höher priorisierte, kam die Entwicklung schnell nahezu zum Stillstand.

### Die Erben
Apple und HP zogen sich im Jahr 1995 zurück, und IBM übernahm die Firma Taligent vollständig. Einige Teile von CommonPoint flossen in Lotus Notes ein und andere wurden an die Firmen Sun, Oracle und Netscape veräußert.
Im Jahr 1996 veröffentlichte IBM den populären auf CommonPoint aufbauenden Model View Presenter (MVP).
Als 1997 Bill Gates gefragt wurde, welche Windungen und Entwicklungen in der Software-Industrie ihn in den letzten 20 Jahren wirklich überraschten, war seine Antwort: „Kaleida and Taligent had less impact than we expected.“ („Kaleida  und Taligent  hatten weniger Einfluss als wir dachten.“)
Im Januar 1998 wurde die Firma Taligent aufgelöst und die noch verbliebenen Angestellten wurden von IBM übernommen.

## Der Name Taligent
Der Name ist ein Kofferwort, aus den englischen Begriffen „talent“ (deutsch: Begabung) und „intelligent“ (deutsch: intelligent) – wobei „ent“ (eine Anspielung auf Windows NT) und „intell“ (eine Anspielung auf den Chiphersteller Intel) weggelassen wurden.